# Aleksandra Janusz
Aleksandra Janusz, właśc. Aleksandra Maria Janusz-Kamińska (ur. 24 maja 1980 w Warszawie) – polska pisarka fantasy i neurobiolożka. W 2025 zdobyła Nagrodę im. Janusza A. Zajdla za opowiadanie Dlaczego nie ma klanu kruka.

## Życiorys
Uczęszczała do Szkoły Podstawowej nr 336 w Warszawie. W okresie szkolnym stypendystka Krajowego Funduszu na rzecz Dzieci. Z wykształcenia doktor neurobiologii molekularnej. Pracę magisterską wykonała w Zakładzie Genetyki Uniwersytetu Warszawskiego (2004). W 2013 obroniła pracę doktorską w Pracowni Neurobiologii Instytutu Biologii Doświadczalnej im. M. Nenckiego PAN w Warszawie. W latach 2014–2019 pracowała w Międzynarodowym Instytucie Biologii Molekularnej i Komórkowej w Warszawie. Obecnie pracuje w Emory University School of Medicine w Atlancie (USA). Zajmuje się molekularnymi mechanizmami rozwoju neuronów, pamięci i uczenia się.
Debiutowała w „Science Fiction” 4/2002 opowiadaniem Z akt miasta Farewell. Jej pierwsza powieść pt. Dom Wschodzącego Słońca ukazała się w 2006 nakładem wydawnictwa Runa. Jest także autorką opowiadań publikowanych na łamach internetowego magazynu Fahrenheit.
W latach 1998–2004 współpracowała z magazynem o japońskim komiksie i animacji „Kawaii”.
Członkini grupy literackiej Harda Horda.

## Twórczość

### Powieści
- Miasto Magów
  - Dom Wschodzącego Słońca (Runa, listopad 2006)[6]
  - Mandala
- Kroniki Rozdartego Świata
  - Asystent czarodziejki (Nasza Księgarnia, czerwiec 2016)[7]
  - Utracona Bretania (Nasza Księgarnia, wrzesień 2016)[7]
  - Cień Gildii (Nasza Księgarnia, wrzesień 2017)[8]

### Opowiadania
- Z akt miasta Farewell (Science Fiction 04/2002)
- Zadanie dla Rosenkhata (Fahrenheit, kwiecień 2003)
- Światłocienie (Fahrenheit, październik 2003)
- Wysłuchane w herbaciarni (Fahrenheit, styczeń 2005–luty 2005)
- Płomień w szkle (Fahrenheit, styczeń 2006 – luty 2006)
- Imponderabilia (zbiór opowiadań „Kochali się, że strach”, Fabryka Słów, wrzesień 2007)[9]
- Ciasteczko dla Lorelei (antologia „Księga strachu”, Runa, listopad 2007)[10]
- Maestro (Esensja, październik 2010)
- Powrót do Port Sand (Science Fiction Fantasy i Horror, czerwiec 2011)
- Sumienie Morloków (zbiór opowiadań konkursowych „Futuronauta”, CITTRU, 2012)
- Cichostopy (Esensja, kwiecień 2012)
- Iter in Sarmatiam (zbiór opowiadań „Herosi”, Powergraph, październik 2012)
- Świat podwojony. Nadejście (Gavran, wrzesień 2013)
- Strachy (Szortal Na Wynos – Wydanie Specjalne (S8) jesień 2016, listopad 2016)
- Mrówki w Złotych Tarasach (Fenix Antologia 1(5)/2019[11])
- Dróżniczka (Harda horda, 2019, ISBN 978-83-8129-413-3)
- W poszukiwaniu skradzionego czasu (Tarnowskie Góry Fantastycznie, 2019, ISBN 978-83-9373-360-6)
- Życzenie wróżki chrzestnej (Harde baśnie, 2020, ISBN 978-83-8210-019-8)
- Dezerterka (Inne nieba, 2022, ISBN 978-83-8210-294-9)
- Dlaczego nie ma klanu kruka (Harde bestie, 2024, ISBN 978-83-8330-559-2)

## Nagrody i nominacje
| Rok  | Nagroda        | Nominacja                   | Wynik   | Źródło       |
| ---- | -------------- | --------------------------- | ------- | ------------ |
| 2024 | Nagroda Zajdla | Dlaczego nie ma klanu kruka | wygrana | [ 12 ] [ 3 ] |